# Golestanpaleis
Het Golestanpaleis (Perzisch: کاخ گلستان; Kakh-e Golestān) in de Iraanse hoofdstad Teheran is een Kadjaars paleizencomplex en de voormalige residentie van de sjah van Perzië. Het complex staat op de Werelderfgoedlijst van de UNESCO. Na de val de Kadjarendynastie heeft Reza Pahlavi (1878-1944) een groot deel van het complex (zoals het hele haremgedeelte) laten slopen en er eenvoudige overheidsgebouwen laten bouwen. De beroemde pauwentroon wordt in dit paleis bewaard. Het paleis is sinds de Iraanse Revolutie en het afzetten van de sjah in 1979 een museum.

## Geschiedenis
Het oudste deel van de historische monumenten in Teheran, het Golestanpaleis (bloemenpaleis), behoort tot een groep gebouwen van de voormalige Perzische heersersfamilie in de oude citadel van Teheran (Arg). De Arg werd tijdens de heerschappij van Tahmasp I van de Safawieden-dynastie gebouwd en later door Karim Khan Zand gerenoveerd en uitgebreid. Aga Mohammed Khan (1742-1797) koos Teheran uit als hoofdstad (na Isfahan), en de citadel werd zetel van de Kadjaren. Het Golestanpaleis werd het woonpaleis van de Kadjarenfamilie en in 1865 verkreeg het onder leiding van Haji Abol-hasan Mimar Navai zijn huidige vorm.
Tijdens de regeerperiode van de Pahlavi's (1925–1979) werd het paleis alleen voor officiële ontvangsten gebruikt. Daarnaast waren er nog andere paleizen in Teheran, zoals het Saadabadpaleis als zomerresidentie van de sjah's, en het nieuw gebouwde Niavaran-paleiscomplex. De belangrijkste ceremonies die in het Golestanpaleis plaatsvonden, waren de kroning van sjah Reza Pahlavi (1878-1944) in 1925 en die van zijn zoon Mohammad Reza Pahlavi in 1967.
Tussen 1925 en 1945 werd een deel van het paleiscomplex afgebroken om een nieuw stadsdeel te kunnen bouwen. In het paleis is tegenwoordig een museum gevestigd, waar keramiek, sieraden en wapens worden tentoongesteld.

## Gebouwen
Het complex bestaat uit 17 gebouwen: paleizen, musea en andere bouwwerken zoals archieven. Vrijwel het hele complex werd gebouwd in de 131 jaar dat de Kadjaren aan de macht waren (1796-1925). De paleizen werden gebruikt voor allerlei gelegenheden zoals kroningen en andere belangrijke vieringen. Er is een foto-archief, een bibliotheek met manuscripten en een archief met documenten.

## Afbeeldingen

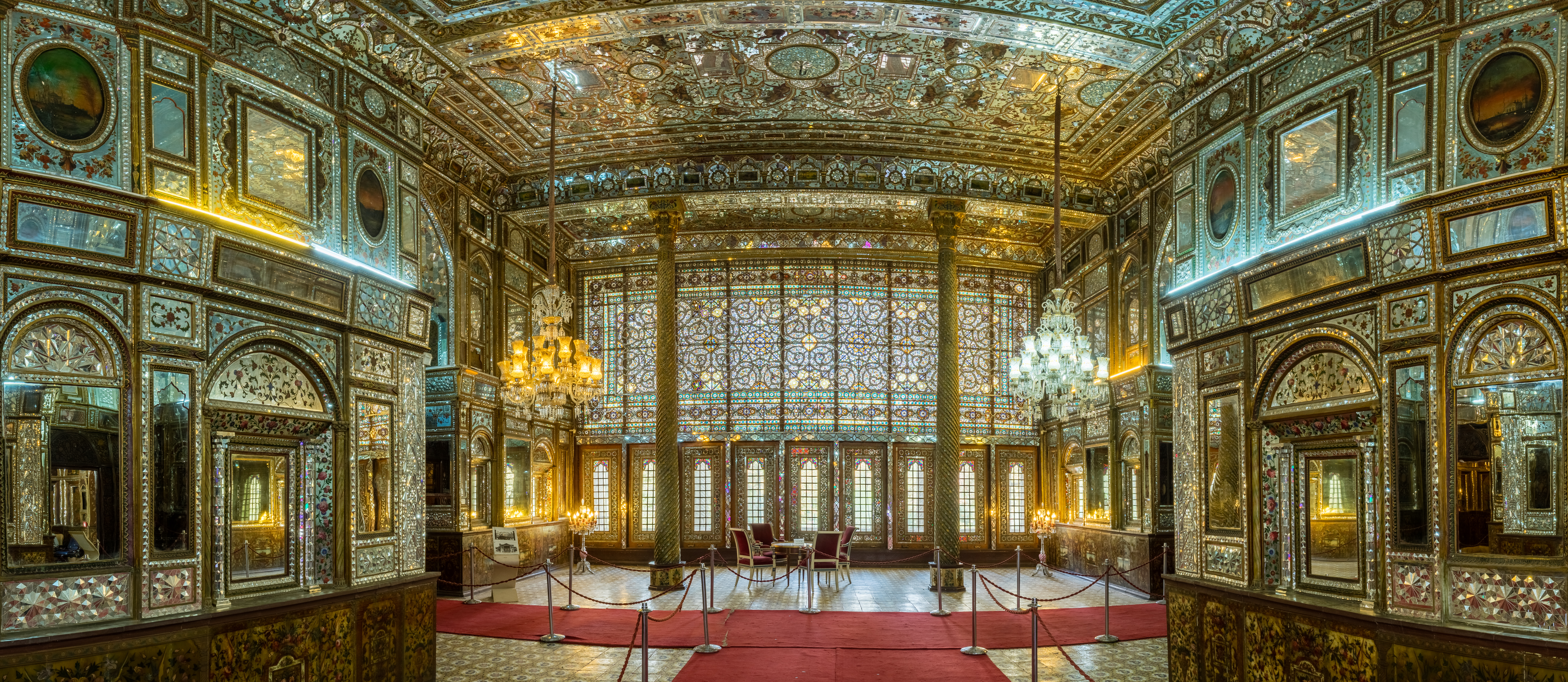
Zaal in windtoren-gebouw
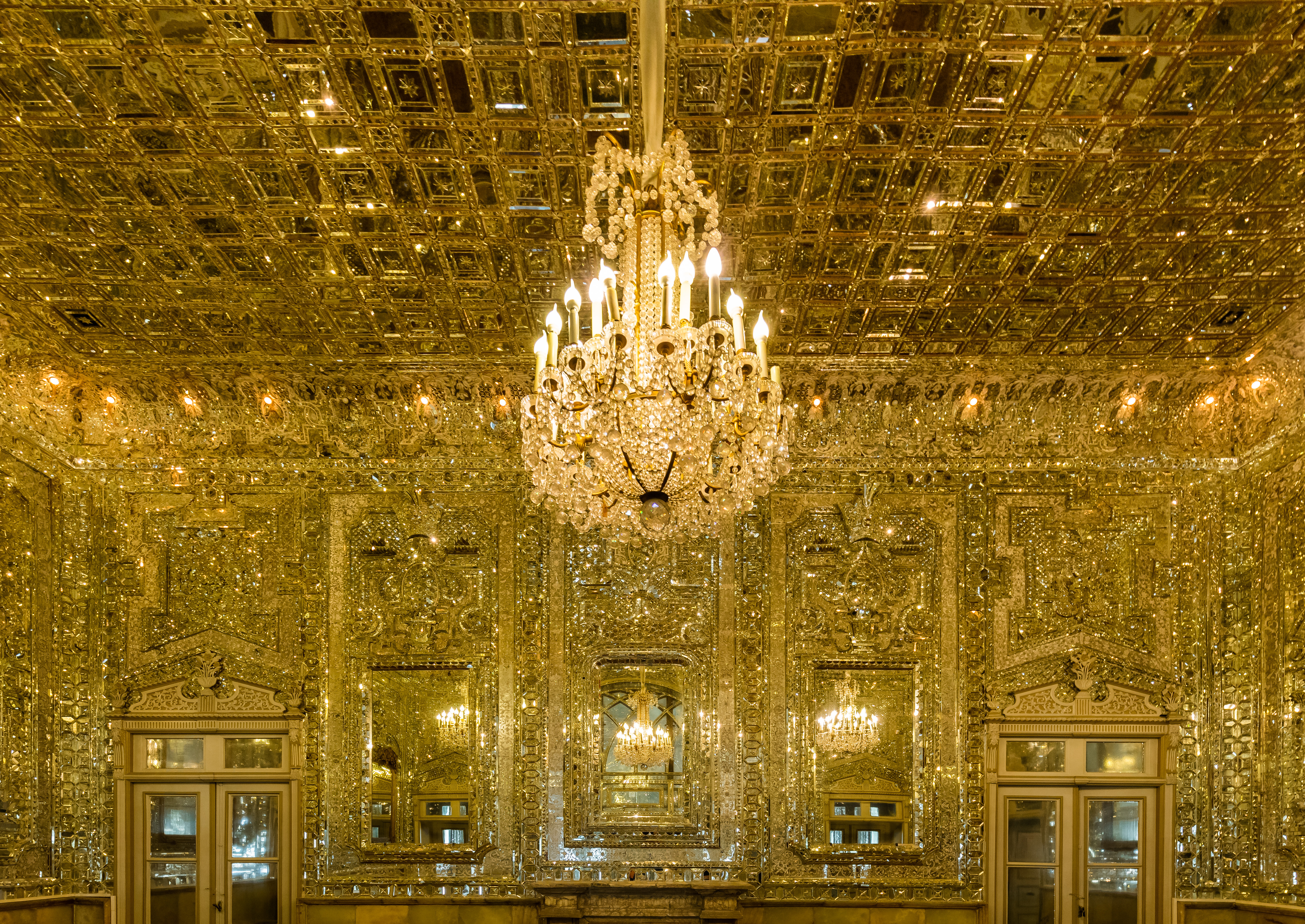
Een van de paleiszalen
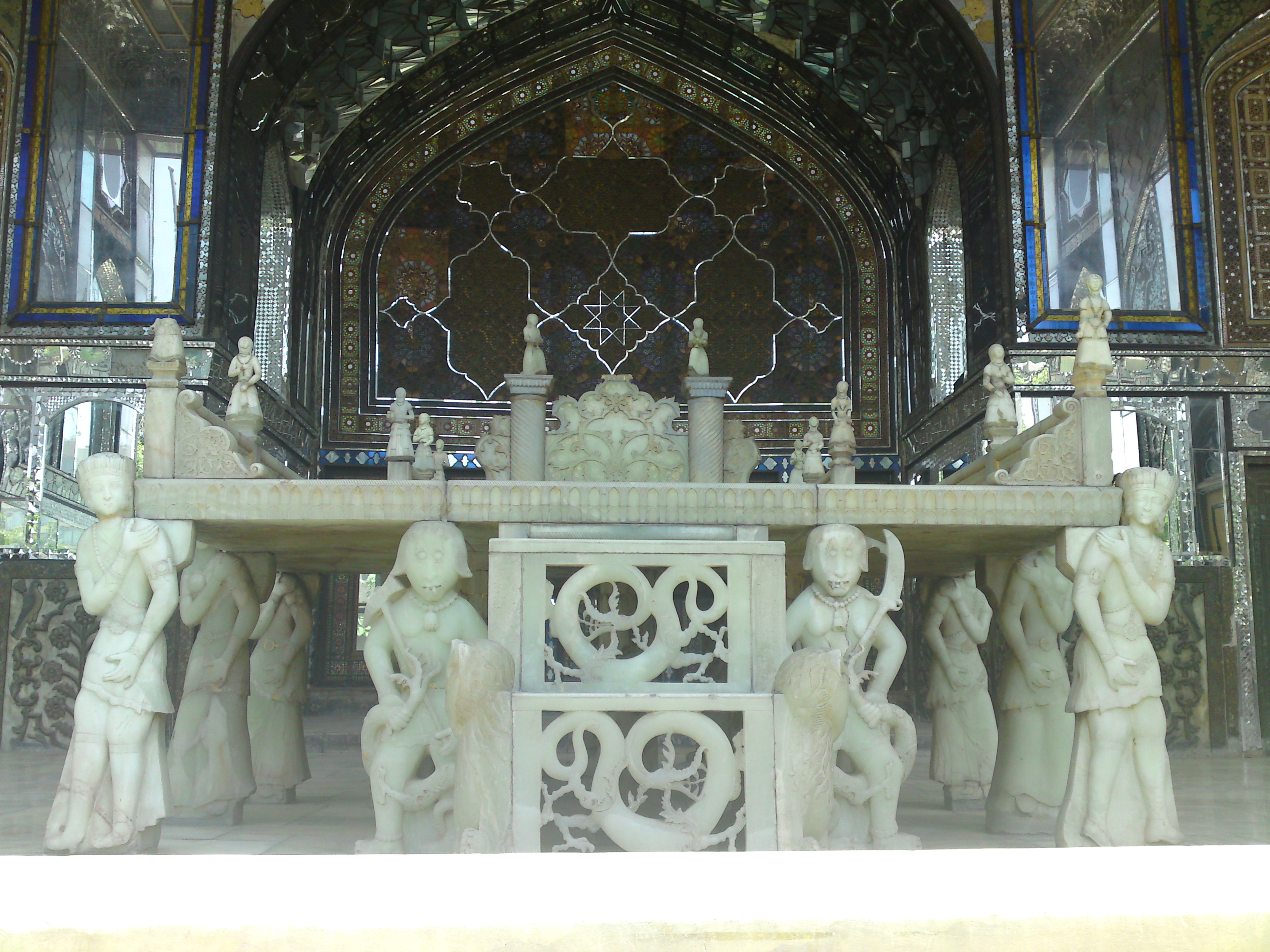
Marmeren troon
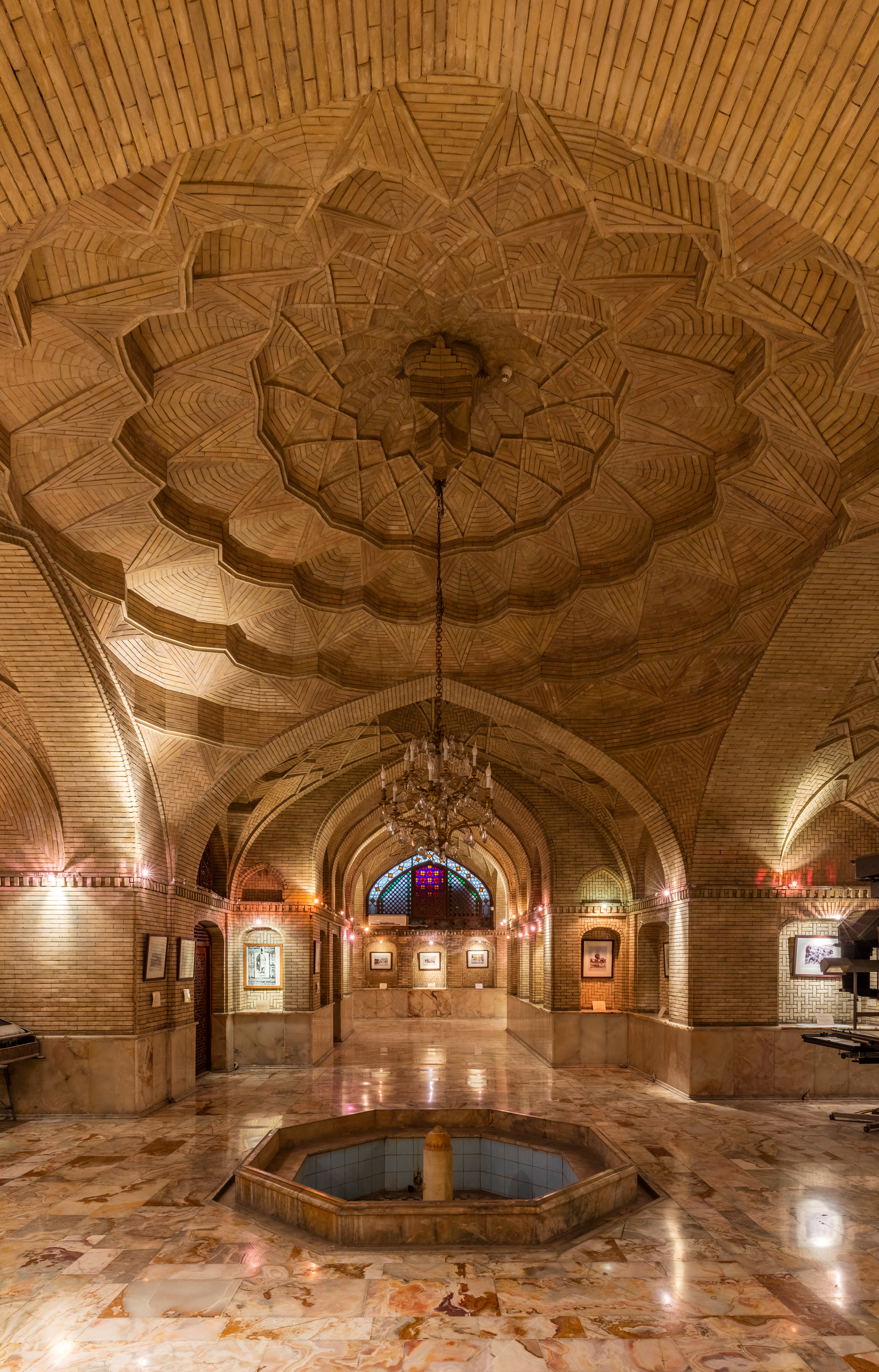
Archiefzaal met foto's uit de 19e eeuw
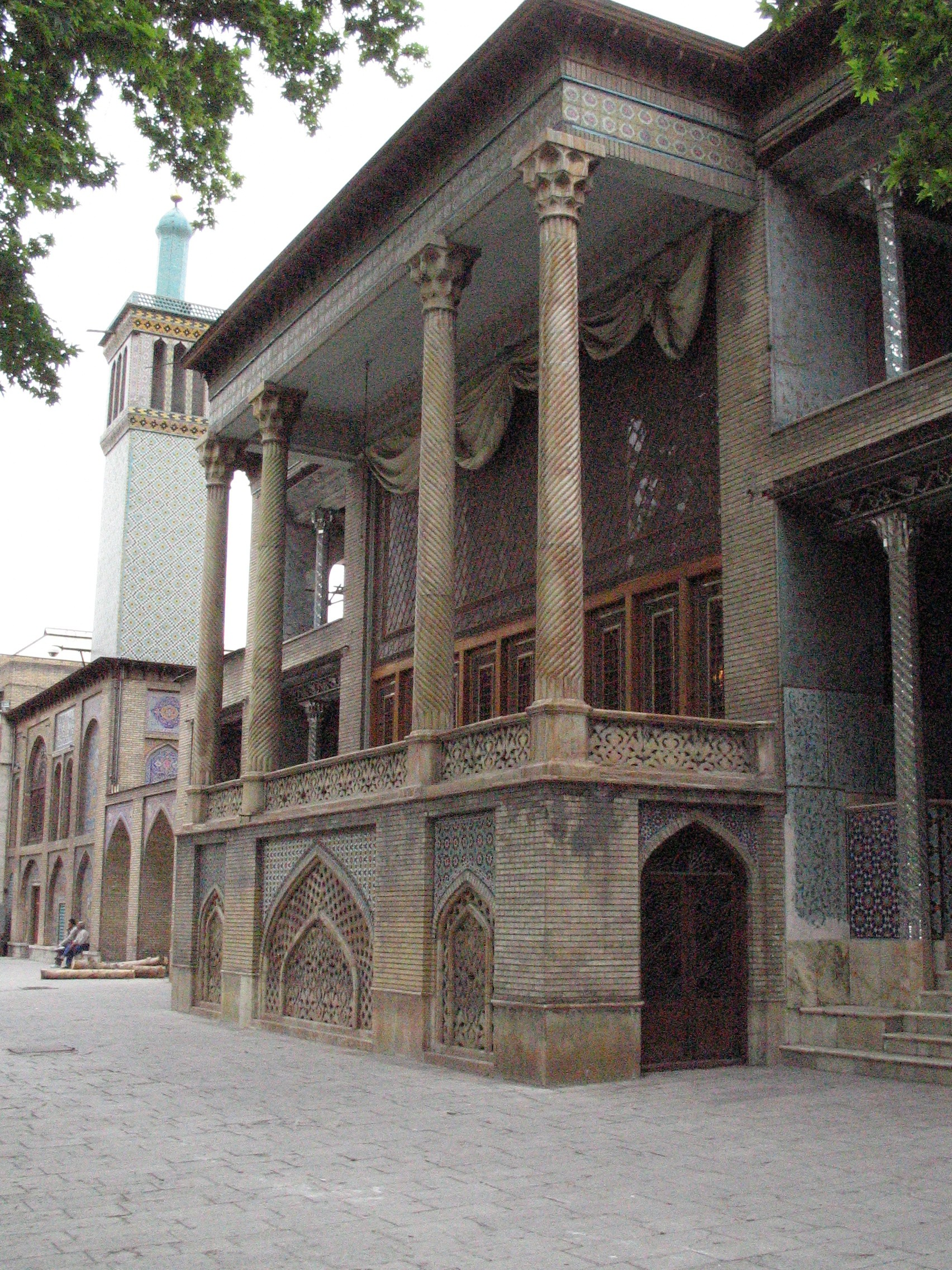
Gebouw met de windtorens
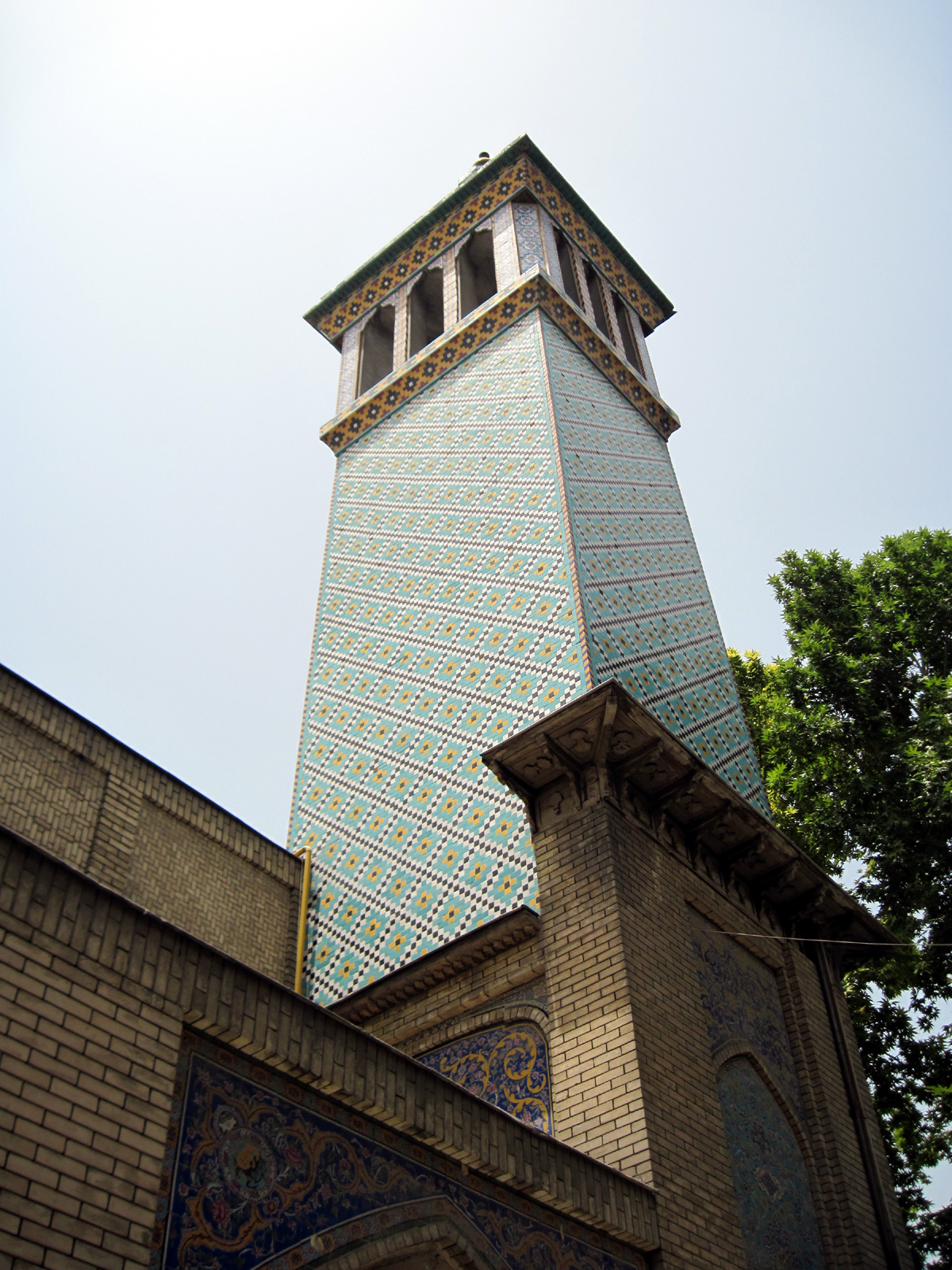
Een van de windvangers

Chogha Zanbil · Persepolis · Plein van de Emam · Takht-e Soleyman · Pasargadae · Bam en zijn cultuurlandschap · Soltaniyeh · Behistuninscriptie · Armeense kloosterensembles in Iran · Historisch hydraulisch systeem van Shushtar · Khānegāh en heiligdom van sjeik Safi al-Din · Bazaar van Tabriz · Perzische tuin · Vrijdagmoskee van Isfahan · Gonbad-e Qabus · Golestanpaleis · Shahr-i Sokhta · Susa · Cultuurlandschap van Meymand · Het Perzisch qanat · Dasht-e Lut · Historische stad Yazd · Archeologisch landschap van de Sassaniden in de Farsstreek · Hyrcaanse bossen · Trans-Iraanse Spoorlijn · Cultuurlandschap van Hawraman/Uramanat  · Hegmataneh